# Половинка (река, впадает в Кроноцкий залив)
Половинка — река на полуострове Камчатка в России. Расположена к северу от реки Жупанова.
Длина реки — 42 км. Протекает по территории Елизовского района Камчатского края.
Начинается на склонах горы Малая Разваленная. Течёт в восточном направлении, сначала по горам, затем по наклонной приморской равнине, поросшей берёзовым лесом. Впадает в Тихий океан.

## Данные водного реестра
По данным государственного водного реестра России относится к Анадыро-Колымскому бассейновому округу.
Код объекта в государственном водном реестре — 19070000212120000020991.